# شهرستان نووی پازار
شهرستان نووی پازار (به بلغاری: Novi Pazar Municipality) یک شهرستان در بلغارستان است که در استان شومن واقع شده‌است. شهرستان نووی پازار ۳۱۷٫۶۵ کیلومتر مربع مساحت و ۱۸٬۴۷۶ نفر جمعیت دارد.